# End of Fish Day
Der End of Fish Day ist ein Aktionstag, der von Slow Food Deutschland, Fair Oceans und Brot für die Welt ins Leben gerufen wurde. An diesem Tag ist rein rechnerisch der unter deutscher Flagge gefangene Fisch vollständig verspeist, so dass der Bedarf durch importierten Fisch gedeckt werden muss. Der Stichtag markiert damit das Ende der Selbstversorgung mit Fisch in Deutschland und wird seit dem Jahr 2019 ausgerufen.

## Berechnungsgrundlage
Von der Bundesanstalt für Landwirtschaft und Ernährung werden die unter deutscher Flagge gefischten bzw. auf deutschem Gebiet aus Aquakulturen gefangenen Fische und Meeresfrüchte dem deutschen Fischkonsum gegenübergestellt. Ergebnis ist ein in Prozent ausgedrückter Selbstversorgungsgrad. Dieser Prozentanteil wird von den drei Organisationen in einen Kalendertag umgerechnet.
Durch den zeitlichen Verzug für die Datenerhebung beziehen sich die Angaben auf einen Zeitraum, der zwei Jahre zurückliegt.
| Berichts-Jahr:                              | Berichts-Jahr:                            | 2017    | 2018    | 2019     | 2020     | 2021    | 2022     |
| relevant für den End of Fish Day im Jahr:   | relevant für den End of Fish Day im Jahr: | 2019    | 2020    | 2021     | 2022     | 2023    | 2024     |
| ------------------------------------------- | ----------------------------------------- | ------- | ------- | -------- | -------- | ------- | -------- |
| Deutscher Fischfang („Eigenproduktion“)     | in 1000 t                                 | 0290    | 0301    | 0248     | 0230     | 0209    | 0189     |
| Deutscher Fischkonsum („Inlandsverwendung“) | in 1000 t                                 | 1178    | 1203    | 1188     | 1234     | 1131    | 1218     |
| Selbstversorgungsgrad                       | in %                                      | 025     | 025     | 021      | 019      | 018     | 016      |
| End of Fish Day                             |                                           | 5. Apr. | 5. Apr. | 19. März | 11. März | 6. März | 29. Feb. |

## Zeitliche Entwicklung
Der Selbstversorgungsgrad mit Fisch ist von 19 % im Jahr 2012 auf 25 % im Jahr 2018 gestiegen und danach auf 16 % im Jahr 2022 gesunken.
Der Fischkonsum ist in den letzten 30 Jahren stabil geblieben. Er lag 1990 bei 14,5 kg pro Person und 2022 bei 14,4 kg pro Person. Damit liegt Deutschland sowohl deutlich unter dem weltweiten (gut 20 kg/Person) als auch dem europäischen Durchschnitt (21 kg/Person).

## Rezeption
Die weit überwiegende Mehrzahl der deutschen Medien berichtet verkürzt von der Fischversorgung aus Nord- und Ostsee und verkennt dabei, dass gut 55 % des deutschen Fangs außerhalb der Nord- und Ostsee erfolgt:
- „Fischreserven ... in Nord- und Ostsee aufgebraucht“[8][9]
- „Würden wir nur Fisch aus Nord- und Ostsee essen, dann wären die Meere rein rechnerisch für dieses Jahr leergefischt“[10]
- „Deutsche Fischreserven in Nord- und Ostsee ... bereits heute aufgebraucht“[11]
- „Tag, an dem rechnerisch alle Fische und Meerestiere aus der deutschen Fischerei in Nord- und Ostsee und den Binnengewässern aufgegessen sind“[12]

## Internationaler Aktionstag
Der deutsche Aktionstag ist unabhängig vom internationalen „World Day for the End of Fishing“ (deutsch: „Welttag für das Ende der Fischerei“), der seit dem Jahr 2017 ausgerichtet wird, Ende März stattfindet und zur völligen Abschaffung von Fischerei und Aquakulturfarmen aufruft.